# فنان جوع
فنان جوع (بالألمانية: Ein Hungerkünstler) قصة قصيرة ألمانية من تأليف الكاتب التشيكي فرانز كافكا، نشرت للمرة الأولى في عام 1922 في دورية (Die neue Rundschau). وهي تعد آخر أعمال فرانز كافكا التي خطط لنشرها، ونشرت في عام 1924 بعد وفاة كافكا ضمن مجموعة القصص القصيرة «فنان جوع» (Ein Hungerkünstler) المسماة على اسم هذه القطعة صادرة عن دار نشر «دي شميده» (Die Schmiede). الشخصية الرئيسية في القصة هو فنان جوع يدفع له لتجويع نفسه لفترات طويلة من الزمن لغرض تسلية الجماهير، هذه الظاهرة كانت منتشرة في أوروبا وأمريكا في القرن الثامن عشر والتاسع عشر وبدايات القرن العشرين.

## الحبكة
تُحكى قصة «فنان جوع» بأثر رجعي من خلال سرد طرف ثالث. يعود الراوي عدة عقود للماضي من اليوم، إلى وقت تعجّب فيه الجمهور من فنان الجوع المحترف، ثم يصور الاهتمام المتضائل في مثل هذه العروض.
تبدأ القصة بوصف عام لـ «فنان الجوع» ثم يُركّز على فنان واحد هو بطل الرواية. يؤدي فنان الجوع في قفص للمتفرجين الفضوليين، ويشارك فيه فرق من المراقبين (ثلاثة جزارين عادة) والذين تأكدوا أنه لا يأكل سراً. وعلى الرغم من هذه الاحتياطات، اقتنع الكثيرون، بمن فيهم بعض المراقبين، أن فنان الجوع قد غش. أزعجت مثل هذه الشكوك فنان الجوع، بعد أربعين يوم من الصيام التي فرضها عليه مروّجه الخاص أو «المتعهد». أصر المتعهد على أن التعاطف العام مع فنان الجوع قد انخفض حتماً بعد أربعين يومًا. وجد فنان الجوع أن الحد الزمني مزعج واعتباطي، لأنه منعه من تحسين سجله الخاص، من الصيام إلى أجل غير مسمى. يُنقل فنان الجوع في نهاية الصيام، وسط ضجة مسرحية عالية، من قفصه ويُجبر على تناول الطعام، وفي كلا الأمرين مستاء دائمًا.
تلت هذه العروض فترات من النقاهة، وتكررت لسنوات عديدة. شعر فنان الجوع على الرغم من شهرته بعدم الرضا وبأنه يُساء فهمه. إذا حاول متفرج يراقب حزنه الظاهر أن يواسيه، ثار غاضبا وهزّ قضبان قفصه. كان المتعهد يؤدب مثل هذه الانفعالات بالاعتذار للجمهور، مشيرًا إلى أن هذه الانفعالية كانت نتيجة للصيام، ثم كان ليذكر افتخار فنان الجوع بقدرته على الصوم لفترة أطول بكثير مما كان يفعل، ويظهر صورا لفنان الجوع وهو على وشك الموت في نهاية صيام سابق. أشار بذلك إلى أن حزن فنان الجوع وضعف لياقته البدنية ناجم عن الصيام، بينما كان فنان الجوع، مصابًا بالاكتئاب بسبب التوقف المبكر عن صيامه. أثار تحريف المتعهد للحقيقة غضب فنان الجوع.
على ما يبدو أن الأذواق الشعبية قد تغيرت بين عشية وضحاها، وأصبح الصيام على الملأ موضة قديمة. قطع فنان الجوع علاقاته مع المتعهد وتوظف في سيرك، حيث أمِل في أداء مآثر رائعة من الصيام. لم يعد نقطة جذب رئيسية، فقد حصل على قفص على أطراف السيرك، بالقرب من أقفاص الحيوانات. على الرغم من سهولة الوصول إلى الموقع، وتجمّع الحشود في طريقها لرؤية الحيوانات، خلق أي متفرج توقف لرؤيته عائقًا في مرور الأشخاص في طريقهم إلى الحيوانات.
تطلع فنان الجوع في البداية إلى مرور الحشود، لكنه غضب في الوقت نفسه من الضجيج والإزعاج الذي سببه الناس، والرائحة النتنة، والصخب، وإطعام الحيوانات الذي سبب له الاكتئاب. أُهمل فنان الجوع في نهاية المطاف، ولم يعد أحد -ولا حتى الفنان نفسه- يحسب أيام صيامه. لاحظ أحد المشرفين يوما قفص فنان الجوع وقشه القذر، وتساءل عن سبب عدم استخدام القفص، وعندما تمعن هو والحاضرين فيه، وجدوا فنان الجوع على وشك الموت. طلب الصفح قبل موته واعترف بأنه لا يجب أن يثير الإعجاب، منذ أن أصبح سبب صيامه ببساطة هو أنه لم يتمكن من العثور على طعام يرضيه. دُفن فنان الجوع بقش قفصه واستُبدل بنمر. احتشد المتفرجون حول قفص النمر لأنه سبب الكثير من البهجة في الحياة، على عكس فنان الجوع. تذكر القصة أيضًا أن النمر كان يأكل دائمًا الطعام الذي يحبه.

## وصلات خارجية
| - فنان جوع، على ويكي مصدر الألمانية. - فنان جوع، على مشروع جوتنبرج. - فنان جوع، على كتب جوجل. - فنان جوع، على مكتبة جامعة هارفارد. | - فنان جوع، على موقع أمازون. - فنان جوع، على الفهرس العالمي. - فنان جوع، على AbeBooks. - فنان جوع، على جود ريدز. |  |

- فنان الجوع.. فرانز كافكا، مقال عن القصة من ترجمة: نواف شاذل طاقة.